# Selatangar
Selatangar är en udde i republiken Island.   Den ligger i regionen Suðurnes, i den sydvästra delen av landet, 40 km söder om huvudstaden Reykjavík.
Terrängen inåt land är platt åt nordväst, men åt nordost är den kuperad. Havet är nära Selatangar söderut.  Närmaste större samhälle är Grindavík, 10,0 km väster om Selatangar. 